# Filonivșciîna, Lebedîn
Filonivșciîna (în ucraineană Філонівщина) este un sat în comuna Holubivka din raionul Lebedîn, regiunea Sumî, Ucraina.

## Demografie
Componența lingvistică a localității Filonivșciîna
     Ucraineană (95,68%)
     Rusă (3,7%)
Conform recensământului din 2001, majoritatea populației localității Filonivșciîna era vorbitoare de ucraineană (95,68%), existând în minoritate și vorbitori de rusă (3,7%).